# Goreljek
Goreljek este o localitate din comuna Bohinj, Slovenia.